# San Secondo (Città di Castello)
 (août 2019).
Pour les articles homonymes, voir San Secondo.
San Secondo (prononcé en italien [ˈsan seˈkondo]) est une frazione de la commune de Città di Castello, dans la province de Pérouse, en Ombrie, en Italie centrale. Elle se situe à une altitude de 271 mètres. Au moment du recensement Istat de 2001, elle comptait 980 habitants.  